# 61e cérémonie des British Academy Film Awards
Pour la cérémonie des BAFTAs récompensant la télévision, voir la 55e cérémonie des British Academy Television Awards.
La 61e cérémonie des British Academy Film Awards, organisée par la British Academy of Film and Television Arts, s'est déroulée le 10 février 2008 au Royal Opera House et a récompensé les films sortis en 2007.

## Palmarès

### Meilleur film
- Reviens-moi (Atonement)
  - American Gangster
  - La Vie des autres (Das Leben der Anderen)
  - No Country for Old Men
  - There Will Be Blood

### Meilleur film britannique
Alexander Korda Award.
- This Is England
  - Reviens-moi (Atonement)
  - La Vengeance dans la peau (The Bourne Ultimatum)
  - Control
  - Les Promesses de l'ombre (Eastern Promises)

### Meilleur réalisateur
- Ethan et Joel Coen – No Country for Old Men
  - Paul Thomas Anderson – There Will Be Blood
  - Paul Greengrass – La Vengeance dans la peau (The Bourne Ultimatum)
  - Florian Henckel von Donnersmarck – La Vie des autres (Das Leben der Anderen)
  - Joe Wright – Reviens-moi (Atonement)

### Meilleur acteur
- Daniel Day-Lewis pour le rôle de Daniel Plainview dans There Will Be Blood
  - George Clooney pour le rôle de Michael Clayton dans Michael Clayton
  - James McAvoy pour le rôle de Robbie Turner dans Reviens-moi (Atonement)
  - Viggo Mortensen pour le rôle de Nikolaï dans Les Promesses de l'ombre (Eastern Promises)
  - Ulrich Mühe pour le rôle de Gerd Wiesler dans La Vie des autres (Das Leben der Anderen)

### Meilleure actrice
- Marion Cotillard pour le rôle  d'Edith Piaf dans La Môme
  - Cate Blanchett  pour le rôle d'Elizabeth Ire  dans Elizabeth : l'Âge d'or (Elizabeth: The Golden Age)
  - Julie Christie  pour le rôle de Fiona Anderson dans Loin d'elle  (Away From  Her)
  - Keira Knightley  pour le rôle de Cecilia Tallis dans Reviens-moi  (Atonement)
  - Elliot Page pour le rôle de Juno MacGuff dans  Juno

### Meilleur acteur dans un second rôle
- Javier Bardem pour le rôle d'Anton Chigurh dans No Country for Old Men
  - Paul Dano pour le rôle d'Eli Sunday dans There Will Be Blood
  - Tommy Lee Jones pour le rôle de Ed Tom Bell dans No Country for Old Men
  - Philip Seymour Hoffman pour le rôle de Gust Avrakotos dans La Guerre selon Charlie Wilson (Charlie Wilson's War)
  - Tom Wilkinson pour le rôle d'Arthur Edens dans Michael Clayton

### Meilleure actrice dans un second rôle
- Tilda Swinton pour le rôle de Karen Crowder dans  Michael Clayton
  - Cate Blanchett pour le rôle de Jude Quinn dans I'm Not There
  - Kelly Macdonald pour le rôle de Carla Jean dans No Country for Old Men
  - Samantha Morton pour le rôle de Deborah Curtis dans  Control
  - Saoirse Ronan pour le rôle de Briony Tallis (à 13 ans) dans  Reviens-moi (Atonement)

### Meilleur scénario original
- Juno – Diablo Cody
  - American Gangster – Steven Zaillian
  - La Vie des autres (Das Leben der Anderen) – Florian Henckel von Donnersmarck
  - Michael Clayton – Tony Gilroy
  - This Is England – Shane Meadows

### Meilleur scénario adapté
- Le Scaphandre et le Papillon – Ronald Harwood
  - Les Cerfs-volants de Kaboul (The Kite Runner) – David Benioff
  - No Country for Old Men – Ethan et Joel Coen
  - Reviens-moi (Atonement) – Christopher Hampton
  - There Will Be Blood – Paul Thomas Anderson

### Meilleure direction artistique
- Reviens-moi (Atonement) – Sarah Greenwood et Katie Spencer
  - Elizabeth : L'Âge d'or (Elizabeth : The Golden Age) – Guy Dyas et Richard Roberts
  - Harry Potter et l'Ordre du phénix (Harry Potter and the Order of the Phoenix) – Stuart Craig et Stephenie McMillan
  - La Môme – Olivier Raoux
  - There Will Be Blood – Jim Erickson et Jack Fisk

### Meilleurs costumes
- La Môme
  - Elizabeth : l'Âge d'or (Elizabeth: The Golden Age)
  - Lust, Caution (色、戒)
  - Reviens-moi (Atonement)
  - Sweeney Todd : Le Diabolique Barbier de Fleet Street (Sweeney Todd: The Demon Barber of Fleet Street) – Colleen Atwood

### Meilleurs maquillages et coiffures
- La Môme – Jan Archibald, Didier Lavergne
  - Elizabeth : l'Âge d'or (Elizabeth: The Golden Age) – Jenny Shircore
  - Hairspray – Judi Cooper-Sealy, Jordan Samuel
  - Reviens-moi (Atonement) – Ivana Primorac
  - Sweeney Todd : Le Diabolique Barbier de Fleet Street (Sweeney Todd: The Demon Barber of Fleet Street) – Ivana Primorac

### Meilleure photographie
- No Country for Old Men – Roger Deakins
  - American Gangster – Harris Savides
  - Reviens-moi (Atonement) – Seamus McGarvey
  - La Vengeance dans la peau (The Bourne Ultimatum) – Oliver Wood
  - There Will Be Blood – Robert Elswit

### Meilleur montage
- La Vengeance dans la peau (The Bourne Ultimatum) – Christopher Rouse
  - American Gangster – Pietro Scalia
  - Reviens-moi (Atonement) – Paul Tothill
  - Michael Clayton – John Gilroy
  - No Country for Old Men – Roderick Jaynes (alias Joel et Ethan Coen)

### Meilleurs effets visuels
- À la croisée des mondes : La Boussole d'or (The Golden Compass)
  - La Vengeance dans la peau (The Bourne Ultimatum)
  - Harry Potter et l'Ordre du phénix (Harry Potter and the Order of the Phoenix)
  - Pirates des Caraïbes : Jusqu'au bout du monde (Pirates of the Caribbean: At World's End) – John Frazier, Charles Gibson, Hal T. Hickel et John Knoll
  - Spider-Man 3

### Meilleur son
- La Vengeance dans la peau (The Bourne Ultimatum)
  - Reviens-moi (Atonement)
  - No Country for Old Men
  - There Will Be Blood
  - La Môme

### Meilleure musique de film
- La Môme – Christopher Gunning
  - American Gangster – Marc Streitenfeld
  - Reviens-moi (Atonement) – Dario Marianelli
  - Les Cerfs-volants de Kaboul (The Kite Runner) – Alberto Iglesias
  - There Will Be Blood – Jonny Greenwood

### Meilleur film en langue étrangère
- La Vie des autres (Das Leben der Anderen) •  Allemagne (en allemand)
  - Le Scaphandre et le Papillon •  France/ États-Unis (en français)
  - Les Cerfs-volants de Kaboul (The Kite Runner) •  États-Unis (en dari, ourdou, russe)
  - La Môme •  France (en français)
  - Lust, Caution (色、戒) •  Hong Kong/ Chine/ Taïwan/ États-Unis (en mandarin, japonais, cantonais)

### Meilleur film d'animation
- Ratatouille
  - Shrek le troisième (Shrek the Third)
  - Les Simpson (The Simpsons Movie)

### Meilleur court-métrage
- Dog Altogether – Paddy Considine
  - Hesitation – Virginia Gilbert
  - The One and Only Herb McGwyer Plays Wallis Island – James Griffiths
  - Soft – Simon Ellis
  - The Stronger – Lia Williams

### Meilleur court-métrage d'animation
- The Pearce Sisters – Luis Cook
  - Head Over Heels – Osbert Parker
  - The Crumblegiant – John McCloskey

### Meilleur nouveau scénariste, réalisateur ou producteur britannique
Carl Foreman Award.
- Matt Greenhalgh (scénariste) – Control
  - Chris Atkins (réalisateur/scénariste) – Taking Liberties
  - Mia Bays (producteur) – Scott Walker: 30 Century Man
  - Sarah Gavron (réalisateur) – Brick Lane
  - Andrew Piddington (réalisateur/scénariste) – The Killing of John Lennon

### 60 Seconds of Fame
Récompense les meilleurs films régionaux britanniques.
- The Fifth Bowl de Sally El Hosaini •  Pays de Galles

### Meilleure contribution au cinéma britannique
- Barry Wilkinson

### Rising Star Award
Meilleur espoir. Résulte d'un vote du public.
- Shia LaBeouf
  - Sienna Miller
  - Elliot Page
  - Sam Riley
  - Tang Wei

### Fellowship Award
Prix d'honneur de la BAFTA, récompense la réussite dans les différentes formes du cinéma.
- Anthony Hopkins
- Bruce Forsyth

## Récompenses et nominations multiples

### Nominations multiples

#### Films
14  : Reviens-moi
 9  : No Country for Old Men, There Will Be Blood
 7  : La Môme
 6  : La Vengeance dans la peau
 5  : American Gangster, La Vie des autres
 4  : Michael Clayton, Elizabeth : L'Âge d'or
 3  : Control, Les Cerfs-volants de Kaboul
 2  : Le Scaphandre et le Papillon, Juno, This Is England, Lust, Caution, Harry Potter et l'Ordre du phénix, Sweeney Todd : Le Diabolique Barbier de Fleet Street, Les Promesses de l'ombre

#### Personnalités
2  : Cate Blanchett, Joel et Ethan Coen, Paul Thomas Anderson

### Récompenses multiples
Légende : Nombre de récompenses/Nombre de nominations

#### Films
4 / 7  : La Môme
 3 / 9  : No Country for Old Men
 2 / 6  : La Vengeance dans la peau

### Les grands perdants
0 / 5  : American Gangster
 1 / 9  : There Will Be Blood
 2 / 14  : Reviens-moi